# Amimitl
În mitologia aztecă, Amimitl a fost zeul lacurilor și al pescarilor.